# عبد الأعلى بن يزيد الكلبي
عبد الأعلى بن يزيد الكلبي (60 هـ) كان من الذين بايعوا مسلم بن عقيل في الكوفة، قُبض عليه وأُدخل سجن عبيد الله بن زياد.

## مقتله
قال أبو مخنف: